# Eulaema seabrai
Eulaema seabrai är en biart som beskrevs av Jesus Santiago Moure 1960. Eulaema seabrai ingår i släktet Eulaema, tribus orkidébin, och familjen långtungebin. Inga underarter finns listade.